# アリティーヴィー
アリティーヴィー株式会社（ariTV,inc.、2010年4月1日 設立）は、宮城県仙台市から地元の情報を発信するインターネットテレビである。
地上波テレビ局で番組制作を行なっていたディレクターやアナウンサー達が中心となり運営、仙台を中心にオリジナル番組を制作し世界中に配信している。
仙台市内のラーメンを紹介する『仙台ラーメン三銃士』をはじめ、『MUSICANTS』(音楽番組)、『NEWSANTS』(報道番組)など33以上の番組を配信するほかUstreamを活用した番組配信も積極的に行なっている（Ustreamによる生配信数は2012年1月現在700本以上）。映像制作やUstream配信代行業務なども行なっている。

## 特色
地上波テレビ局では取り上げないコアな情報や局地的スポット、小さなドラマに焦点をあて、エンタテインメントとして楽しもうというウェブテレビ局。ナレーター、リポーターは地元仙台で活動するフリーアナウンサーやタレントが出演し、より地域に密着した番組作りになっている。
また、2011年3月11日14時46分18秒に発生した東北地方太平洋沖地震及び東日本大震災により被災した街が復興していく様子を映像で紹介するサイト「とうほく復興カレンダー」を運営している。

## 名前の由来
局の名前には「小さなテレビ局だが、自分よりも大きいものを持ち上げるアリのように大きな力を発揮したい」との思いを込めた。「楽しいことなら何でも『アリ』！ ありがとうの『アリ』の意味も」ある。

## 沿革と歩み
- 2010年4月1日 アリティーヴィー設立
- 2010年6月1日 アリティーヴィー開局
- 2011年7月1日 法人化（アリティーヴィー株式会社）
- 2011年11月11日 「とうほく復興カレンダー」オープン

### 小さなテレビ局誕生
2010年4月1日、仙台市の映像制作会社に在籍していた佐藤貴之が「地上波は不景気の影響もあって放送枠が削減され、制作者としてやりたいことを表現できる場所が少なくなってきている」「未知数だが、ネットの世界で視聴者目線の番組を作れないか」と考え、賛同する仲間たちと起業した。 コンセプトは「みんなが主役・どんな小さなドラマも番組にするテレビ局」。

### アリティーヴィー開局
2010年6月1日、グルメ、ファッション、趣味・娯楽、音楽、映画、ドキュメンタリー、バラエティーなどの15チャンネル、多彩なコンテンツの下、アリティーヴィーがスタートした。

### 27時間生放送
2010年8月28日、Ustreamを使った27時間生配信番組『24時間ariTV〜アリは地球を救う〜』を配信。日本テレビ系列で放送される「24時間テレビ」のその年のテーマが「ありがとう 〜今、あの人に伝えたい〜」だと知った佐藤貴之が「『ありがとう』はアリティーヴィーの専売特許なのに…と思い、うちでも何かやらなくてはと考えた」という。メーン企画は一般市民や様々なゲストを招いてトークを繰り広げるもの。ゲストには在仙のミュージシャン、アイドル、落語家や、飛び入りでやってきた視聴者、高橋まこと(BOØWY)、岩田華怜(元AKB48)なども登場した。（放送日2010年10月28日18時 - 29日21時）

### アクセス集中
2010年9月8日、アリティーヴィーの人気コンテンツ『ブチャ犬魂』)がYahoo!の映像トピックスで取り上げられた。これによりアリティーヴィーへのアクセスが集中したため、サーバーがパンクし、一時的にアクセスできなくなった。この事態はその日の内に復旧した。

### 東日本大震災による影響
2011年3月11日14時46分、宮城県沖を震源とした東北地方太平洋沖地震が発生した。この震災をうけ、これまで定期配信していたコンテンツを休止させ、東北の被災地に足を運び、被災地の現状を発信し続けた。その後、「東北再興」をスローガンに掲げ、東北の復興支援を紹介する番組作りシフトした。

### とうほく復興カレンダー
2011年11月11日、「とうほく復興カレンダー」サイトオープン。

## 配信方法
主に、自社サイト またはYouTubeにアップロードして配信している。そのほか、生配信も行っている。
Twitter、Facebook、ブログ、リンク等のページもある。

## キャスト
- 代表取締役社長/プロデューサー/ディレクター：佐藤貴之
- 副社長/CFO/アナウンサー：浜知美（元テレビ朝日系列KHB東日本放送アナウンサー）
- 常務取締役/アナウンサー：みゆ(海優)
- 専務取締役/アナウンサー：ゆうか(優花)
- 取締役/コンテンツクリエイター：小野大徹
- テクニカルチーフ：田中裕介
- 作曲家：ヒザシ

### 協力
- テクニカルチーフ：田中裕介
- Web：大橋諒
- アリティーヴィー親善大使：ニコラス・ペタス